# Benoît Philippe d'Este-Modène
Benoît Philippe d'Este-Modène (en italien Benedetto Filippo d'Este), est un prince italien né le 30 septembre 1736 et mort le 16 septembre 1751. 
Il est le huitième des neuf enfants et le quatrième fils de François III, 12e duc de Modène et gouverneur du duché de Milan pour le compte de l'impératrice-reine Marie-Thérèse d'Autriche, et de Charlotte-Aglaé d'Orléans, elle-même fille de Philippe d'Orléans, régent de France, et de Françoise-Marie de Bourbon. 
Le prince est ainsi apparenté à la maison de France : cousin de Louis XV, il est aussi le beau-frère du duc de Penthièvre et du prince de Conti. Il est également cousin de l'empereur François Ier du Saint-Empire. 
Sa mère, la duchesse de Modène, rentre en France en 1744 et ne reviendra plus en Italie. 
Il meurt à l'âge de 15 ans sans alliance ni descendance. 